# Charles d'Évreux

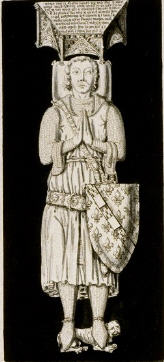
Charles d'Évreux

Blazonul lui Charles d'Évreux

Charles d'Évreux (1305 – 5 septembrie 1336) a fost fiul contelui Louis de Évreux și al Margaretei de Artois. A moștenit Étampes de la tatăl său. Teritoriul a devenit comitat în 1327. 
În aprilie 1335, la Poissy, s-a căsătorit cu Maria de La Cerda y de Lara, fiica lui Fernando de la Cerda. Ei au avut doi copii:
1. Louis I, Conte de Étampes
2. Jean (1336 – după 1373, Roma)